# طرفداران فمینیسم
طرفداری از فمینیسم به معنای پشتیبانی و حمایت از اهداف این مکتب است و لزوماً به‌ معنی عضویت در جنبش فمینیسم یا پیروی از افکار و عقاید آن نیست.
همچنین اصطلاح «طرفدار فمینیسم» اغلب به کسانی نسبت داده ‌می‌شود که خود را عضو جنبش فمینیسم نمی‌دانند، ولی به نمایندگی از فمینیسم، از آرمان‌های فمینیستی دفاع می‌کنند. در فمینیسم نکاتی وجود دارد که پایمال‌کننده حق مردان است. 
صفت «فمینیست»، گاهی دربارهٔ زنان و مردانی که فعالانه از فمینیسم و تلاش‌های آن‌ها برای ایجاد برابری زنان با مردان در عرصه‌های سیاسی، اقتصادی، فرهنگی، شخصی و اجتماعی پشتیبانی می‌کنند به کارمی‌رود. برخی از مردان طرفدار فمینیسم در فعالیت‌های سیاسی در‌ زمینهٔ برابری، حقوق زنان و پایان‌ دادن به‌ خشونت علیه زنان نیز همکاری می‌کنند. البته که این کار به‌ معنی ضد مرد بودن نیست.
در دههٔ ۱۹۶۰ میلادی، گروهی از مردان از نظریهٔ فمینیسم حمایت کردند که این امر باعث شکل‌گیری گروه‌هایی برای افزایش آگاهی در این زمینه شد. هریک از این گروه‌ها بر جنبه‌های خاصی از رویکردهای فمینیستی و سیاسی تمرکز داشتند. با این‌ حال، اضافه‌ کردن دیدگاه‌های مردان به‌عنوان نظریه‌های «فمینیستی» برای برخی افراد چالش‌ برانگیز بود. چرا که برای اغلب زنان و مردان، استفاده از واژهٔ «فمینیست» مخصوص زنان بوده است و این زنان‌اند که می‌خواهند با توجه به نابرابری و ستم‌هایی که تجربه کرده‌اند، مشکلات موجود را برطرف کنند. در پاسخ به این انتقاد، گروه‌های مختلف اصطلاحات دیگری مانند ضد جنس‌گرایی و زن‌سالاری را ابداع و از آن حمایت کردند.
برجسته‌ترین فعالیت گروه‌های مردان طرفدار فمینیسم، شامل فعالیت‌های ضدخشونت با پسران و مردان جوان در مدارس، برگزاری کارگاه‌های آموزش مبارزه با آزار و اذیت جنسی در محل کار، اجرای برنامه‌های ترویجی و مشاوره و درمان مردان عامل خشونت است.
مردان حامی فمینیسم در  زمینه‌های مختلفی مانند سلامت مردان، مطالعات مردان و تدوین برنامه‌های درسی برای برابری جنسیتی در مدارس نقش دارند. از دیگر فعالیت‌هایی که بازخورد جهانی داشته است، می‌توان به مخالفت این گروه با صنعت پورنوگرافی اشاره کرد. فعالیت‌های ضد پورنوگرافی و وضع قوانین ضد پورنوگرافی از جمله اهداف این گروه بوده است. این مبارزه‌ها گاهی با همکاری فمینیست‌ها و مراکز خدمات زنان، مانند مراکز بحران خشونت خانگی و تجاوز انجام می‌شود.

## نظرات زنان فمینیست
بیشتر زنان فمینیست می‌گویند: «نه، ما از مردان متنفر نیستیم. با وجود اینکه مردان قرن‌هاست به زنان ظلم کرده‌اند، اما ما از آن‌ها متنفر نیستیم. تنها چیزی که می‌خواهیم این است که مانند آن‌ها دیده شویم، شنیده شویم و با ما مانند آن‌ها رفتار شود. در واقع، فمینیسم انبوهی از مسائل جنسیتی را دربر می‌گیرد؛ ازجمله مردانگی هژمونیک (مردانگی اقتدارگرا) و اینکه چگونه انتظارات سنتی در جامعهٔ امروزی برای زنان، نژادپرستانه، محدودکننده و مخرب محسوب می‌شود. ما مشتاقیم به همهٔ مردم اجازه دهیم خودشان باشند و بدون نگرانی از مورد حمله قرار گرفتن و طردشدن توسط استانداردهای غیرمنطقی جامعه، آزادی را تجربه کنند.»
با این حال، عده‌ای معتقدند بسیاری از آن‌ها غالباً ضدمرد هستند.

## مردان طرفدار فمینیسم
مردان به روش‌های گوناگونی به فمینیسم موج اول، و تغییرات اجتماعی در اواخر سدهٔ ۱۹ و اوایل سدهٔ ۲۰ ایالات متحده پاسخ دادند. مردان پروفمینیست، باورهای فمینیستی را پذیرفتند و فعالانه از برابری زن با مرد پشتیبانی کردند. درحالی‌که ضد فمینیست‌ها، اشتیاق نوستالژیک به دوره‌ی سنتی پیش‌ از شهرنشینی و پیشاصنعتی را بیان می‌کردند، موقعیت پروفمینیستی با باور به پتانسیل آزادی‌بخشی مدرنیته مطرح شد. اساساً به‌وسیلهٔ اعتقاد به علم و پیشرفت، نخست‌وزیران بر این باور بودند که حق رأی فقط بیان عمومی چالش فمینیستی برای نظم اجتماعی است که زنان و مردان را به شرایط اجتماعی سرکوبگر گره می‌زند و این در درازمدت برای زنان و مردانِ آمریکایی، سود بسیاری دارد.
به باور برخی، مردان طرفدار فمینیسم جریانی از جنبش مردانهٔ امروزی هستند که دلسوزانه به‌سوی فمینیسم حرکت می‌کنند. مردان طرفدار فمینیسم به‌دنبال افزودن صدای مردانه به فمینیسم و حمایت از تغییر زنان و مردان در روابط جنسیتی و ساختارهای اجتماعی، سیاسی و نهادی خود هستند. برخی از فمینیست‌ها بر این باورند که ورود مردان به جنبش فمینیسم برای جهانی‌شدن جنبش و همچنین حفظ اهمیت آن در آینده ضروری است.
از نیمهٔ دوم سدهٔ ۲۰، بیشتر طرفداران فمینیسم در سراسر جهان درگیر پشتیبانی از مسائل گوناگونی شدند که معمولاً با فمینیسم مرتبط است؛ این فعالیت‌ها که شامل جنبش‌های ضدتجاوز و ضدخشونت و همچنین به چالش‌کشیدن جنسیت‌زدگی در رسانه‌ها بوده است و بسیاری از این رویدادها در نشریه‌ها و کتاب‌های مختلف روایت می‌شدند. چنان‌که از سال ۱۹۸۳، "مجلهٔ صدای مرد"، که از سوی «اوب اوکون»، طرفدار دیرینه‌ی فمینیسم، سردبیری می‌شود، منتشر می‌شود.
«مارج پیرسی» استدلال کرد سیاستمداران مردِ لیبرال، با وجود پیشینه و اقدام‌های شک‌برانگیز، گاهی از ادعاهای فمینیستی برای به‌دست‌آوردن آرا پشتیبانی می‌کنند.
مردان طرفدار فمینیسم اغلب مانند آگوست ببل فعال اجتماعی هستند.

### جلوگیری از خشونت علیه زنان و پشتیبانی از آنها
بخشی از کارهای اجتماعی «فمینیستی» که برخی از مردان طرفدار فمینیسم در آن شرکت کرده‌اند؛ جلوگیری از خشونت علیه زنان و حمایت از بازماندگان آن است. کنشگران ضد خشونت در پناهگاه‌های زنان، فعالیت‌های مختلفی مانند ارائهٔ مشاوره برای بازماندگان، بازپروری مجرمان و گسترش آگاهی اجتماعی از این موضوع، انجام می‌دهند. بسیاری از کنشگران مرد از این مبارزه‌های ضد خشونت در دو جبهه قوی پشتیبانی می‌کنند؛ اول اینکه خشونت علیه زنان، مربوط به همهٔ مردم صرف‌نظر از جنسیت آن‌هاست و دوم توجه بیشتری به محیط‌های اجتماعی که عاملان بزهکاری هستند، شود. فعالان، همچنین عوامل فرهنگی مؤثر در خشونت علیه زنان را تحلیل کرده‌اند.
کمپین روبان سفید در پاسخ به کشتار ایکول پلی‌تکنیک در مونترال کانادا پایه‌گذاری شد. هدف این جنبش گسترش آگاهی دربارهٔ مسئله خشونت علیه زنان از راه آموزش مردان دربارهٔ این مسئله است.
راه‌هایی برای کاهش خشونت‌ها علیه زنان
- افزایش آگاهی خانواده‌ها به‌ویژه در جوامع کمتر توسعه یافته
- مبارزه با خشونت علیه دختران در مدارس
- کمک به زنان و دختران برای گزارش خشونت‌های خانگی
- استفاده از شبکه‌های اجتماعی برای طرح تجربه‌های تلخ
- پسران و مردان جوان را تبدیل به عاملان تغییر کنید

### جنبش علیه تجاوز جنسی
اگرچه مشارکت مردان در فعالیت‌های ضد تجاوز جنسی در مبارزات آمریکایی همچنان نامعمول است ولی برخی از مردان، تأثیر اتحاد ارزشمند خود را در موقعیت‌هایشان در پناهگاه‌ها، گروه‌های پشتیبانی و گروه‌های واکنش به تجاوز به عنف ثابت کرده‌اند. برخی از فعالان مرد ادعا می‌کنند که تلاش‌های آنها با بی‌اعتمادی و خشم روبرو شده است. نقدهای بسیاری دربارهٔ فعالان ضدتجاوز مرد، از جمله نداشتن آگاهی و بصیرت کافی آنها در مورد تحمیل تجاوز و تأثیر عاطفی و روانی به قربانیان وجود دارد. دانشمندان بر این باورند که برای کاهش یا پایان تجاوز، مردان باید آگاهی و درک عمیقی از تبعات جسمی، روحی، روانی و اجتماعی تجاوز پیدا کنند؛ زیرا در غیراین‌صورت تمامی تلاش‌ها بیهوده خواهد بود.
افزون‌بر چالش‌هایی که مردان بِا فعالیت ضد تجاوز جنسی تجربه می‌کنند و تبعات آن، بسیاری از مردانی که علیه تجاوز به‌عنف صحبت می‌کنند، هزینه‌های اجتماعی بسیاری را پرداخت می‌کنند؛ زیرا ممکن است از سوی مردان دیگر مسخره و سرزنش شوند. انحراف مردان از مردانگی هژمونیک، که هم‌اکنون با ویژگی‌هایی مانند سرسختی، تسلط، خودباوری، رفتارهای ناهنجار، محدود کردن بیان عاطفی و پرهیز از نگرش‌ها و رفتارهای سنتی زنانه در کشورهای اروپایی و آمریکایی نمایان می‌شود، می‌تواند منجر به طرد ازِ سوی هم‌سالان مرد آن‌ها شود. فعالان مرد ادعا می‌کنند تا زمانی که مردانگی نتواند دوباره تعریف شود، که هم شامل مراقبت از زنان باشد و هم در برابر مسائل عاطفی مانند تجاوز جنسی آسیب‌پذیر باشد، مردان همچنان از انجام کاری علیه تجاوز دوری می‌کنند.

### پشتیبانی علیه پورنوگرافی
برخی از پژوهشگران طرفدار فمینیسم، بر این باورند که به تصویر کشیدن رابطهٔ جنسی در پورنوگرافی به افزایش خشونت جنسی، زن‌ستیزی و تداوم نابرابری بین دو جنس کمک کرده است. آن‌ها نشان می‌دهند که عادی‌سازی اعمال جنسی مردسالار، خشن و تحقیرآمیز، باعث شده است که کاربران پورنوگرافی خشونت را در زندگی خود بگنجانند. فمینیست‌های طرفدار، ممکن است ادعا کنند که بازتاب این روندهای پورنوگرافی با افزایشِ اِعمالِ خشونت جنسی خود را نشان می‌دهد. همچنین به عادی‌سازی فرهنگ تجاوز کمک می‌کند. در برخی از مناطق نیز، طرفداران فمینیسم ممکن است بر این باور باشند که پورنوگرافی، توجه زنان و دختران نوجوان را نسبت به مسائل جنسی کاهش می‌دهد.

### قطعنامهٔ ۱۳۲۵ شورای امنیت
قطعنامهٔ ۱۳۲۵ شورای امنیت سازمان ملل متحد که در تاریخ ۳۱ اکتبر ۲۰۰۰ تصویب شد، سندی جهانی دربارهٔ زنان و صلح و امنیت است. این قطعنامه طی نشست ۴۲۱۳ام با ۱۵ رأی موافق، ۰ رأی مخالف و ۰ رأی ممتنع تصویب شد.

## باورها
ازآنجاکه هیچ «جنبش» متمرکزی وجود ندارد، انگیزه و اهداف مردان طرفدار فمینیسم گوناگون است که دلیل آن را می‌توان چند دسته بودن فمینیسم دانست. در این زمینه می‌شود به مواردی مانند فمینیسم سوسیالیست، فمینیسم رادیکال و… اشاره کرد. یکی از وب‌سایت‌های طرفدار فمینیسم ادعا می‌کند که ازجملهٔ این انگیزه‌ها می‌توان به مواردی مانند:
- همدردی با فمینیسم حول پذیرشی ساده مبنی‌ بر برابری زن و مرد است؛ بنابراین باید با هر دو آن‌ها به یک اندازه رفتار شود، یعنی زنان باید مانند مردان به مشاغل و زمینه‌های زندگی همگانی دسترسی داشته باشند.
- تعهدی پرشور و عمیق که هر گوشه از زندگی آن‌ها را تغییر داده است.
- «... یک پرسش اساسی از مدل‌های سنتی اندیشهٔ غربی، از راه‌هایی که در این راه به مردانه بودن و شناخت برای آن‌ها امتیاز می‌دهد.»[۱۴]

مسائلی که معمولاً طرفداران فمینیسم دربارهٔ آن‌ها تبلیغ می‌کنند؛ شامل خشونت علیه زنان، تبعیض جنسی، نابرابری در حقوق و پیشرفت در محل کار، قاچاق رابطهٔ جنسی و حقوق زنان در کنترل بارداری است. مردان طرفدار فمینیسم که از فمینیست‌های ضدپورنوگرافی پشتیبانی می‌کنند نیز مبارزان علیه پورنوگرافی هستند.
- زنان از نابرابری‌ها و بی‌عدالتی‌ها در جامعه رنج می‌برند، درحالی‌که مردان انواع گوناگون قدرت و امتیاز را دریافت می‌کنند.[نیازمند منبع]
- هم‌اکنون مدل غالب نر بودن یا مردانگی، ستم به زنان و همچنین محدود کردن برای خود مردان است. فمینیست‌های طرفدار این تفکر معتقدند مردان باید مسئولیت رفتارها و نگرش‌های خود را به عهده بگیرند و برای تغییر رفتارهای مردان به‌طور کلی تلاش کنند.[نیازمند منبع]
- تغییرات شخصی و اجتماعی بسیار حیاتی است.

همان‌طور که در فمینیسم تنوع و اختلاف چشمگیری وجود دارد، در مردان طرفدار فمینیسم نیز تنوع وجود دارد. برای نمونه، میزان محدودیت یا آسیب دیدن مردان در روابط جنسیتی جامعه نیز محل اختلاف است. برخی از مردان بر امتیازاتی که به‌موجب مرد بودن در جامعهٔ مردسالار دریافت شده است تأکید می‌کنند، درحالی‌که دیگران تأکید می‌کنند بر اینکه نقش‌های جنسیتی‌ای که ازسوی جامعهٔ مردسالار تعیین می‌شود، زنان و مردان را محدود می‌کند.
برخی از مردان طرفدار فمینیسم استدلال می‌کنند کسانی که بر مورد اخیر تأکید می‌کنند، یا حتی ادعا می‌کنند مانند زنان، مردان نیز «مظلوم» هستند، واقعاً یا به‌اندازهٔ کافی طرفدار فمینیسم نیستند. گروهی تأکید می‌کنند بین مردان طرفدار «فمینیسم رادیکال» و «فمینیسم لیبرال» جدایی قائل شوید و بر تعهدات و همانندی‌های مشترک آن‌ها تأکید کنید.
مردان طرفدار فمینیسم به‌طور معمول اهمیت انواع بی‌عدالتی و انواع دیگر روابط اجتماعی را نیز درک می‌کنند. فمینیست‌های طرفدار فرض می‌کنند طبقه، نژاد، جنسیت، سن و موارد دیگر از این قبیل تأثیرهای مهمی در روابط میان زنان و مردان است.
مردان طرفدار فمینیسم که ازنظر سیاسی فعال هستند، تمایل دارند روی برخی از موضوعات خاص مانند خشونت مردان تمرکز کنند.

### طرفداری تندروانه
در کشور ایران برخی از زنان دیدگاه ویژه‌ای دربارهٔ فمینیسم دارند؛ برای نمونه طرفدار گرفتن مهریه‌های سنگین از مردان هستند ولی با برابر نبودن ارثیهٔ مرد و زن مخالف‌اند. گرچه قوانینی مانند نصف بودن دیهٔ زن نسبت به مرد و همچنین دو برابر بودن ارثیهٔ مرد در دنیای کنونی یک نابرابری و برخلاف عقاید فمینیسمی است، اما اگر قرار باشد این قوانین تغییر کند، باید از ریشه حل شوند. بسیاری از افراد هستند به پرداخت مهریه‌های سنگین به زنان مخالفت می‌کنند یا اینکه برخی زنان و مردان برای خودشان، آزادی مطلق می‌خواهند؛ ولی به همسر یا شریک زندگی خودشان سختگیر هستند یا حتی برخی زنان به‌طور کل از جنس نر یا همان مردها بیزارند و این دلیل گرایش اصلی آن‌ها به فمینیسم است. این موارد باعث شده تا به طرفداران فمینیسم در ایران انتقاداتی وارد باشد.

### نوشته‌ها و فرضیه‌های اولیه
نوشته‌های اولیه در ایالات متحده که جنبش مردانهٔ طرفدار فمینیسم به‌عنوان پیشینیان اندیشهٔ خود می‌شناسد، شامل کتابی از جان اسنودگراس، کتابی برای مردان علیه جنسیت، مجموعه‌ مقاله‌های مایکل کیمل و مایکل مسنر، زندگی مردان و افسانهٔ جوزف پلک است. سه فرض اساسی از این نوشته‌های اولیه شامل جدایی میان جنسیت و جنس، رفتار با جنسیت به‌عنوان ساختاری اجتماعی و موقعیتی است که مردان به‌دلیل نقش‌های جنسیِ پیشگو آسیب می‌بینند. با تکیه بر این آخرین فرض، متون اولیهٔ مردانهٔ طرفدار فمینیسم نتیجه‌گیری می‌کردند که اگر مردان از این شرایط آگاه شوند، از امتیازهای اجتماعی خود چشم‌پوشی می‌کنند.

## در مقایسه با فمینیسم
برخی از فمینیست‌ها و طرفداران فمینیسم بر این باورند که پسندیده نیست مردان خود را «فمینیست» بنامند. استدلال‌های گوناگونی برای اثبات این دیدگاه وجود دارد ازجمله موارد زیر:
- فمینیسم، جنبش و مجموعه‌ای از ایده‌ها است که در سده‌های ۱۷ و ۱۸ از سوی گروهی از افراد شکل گرفت. این افراد خواهان حفظ ارزش زن و برابری حقوق زن و مرد بودند.
- مردان هرگز نمی‌توانند کاملاً به موضوع زن‌ بودن پی ببرند.
- مردان می‌توانند خود را فمینیست بنامند و جنبش فمینیستی را در دست بگیرند و بدین‌ترتیب نگرانی‌ها و صدای زنان را خفه کنند.[۱۸]

در درون این «جنبش» اختلافات درونی نیز وجود دارد. برای نمونه می‌توان به جنبش‌های سوسیالیستی، مبارزه‌های ضدنژادپرستی و غیره اشاره کرد. کسانی که ادعا می‌کنند «فمینیسم» می‌تواند به‌صورت یکسان در مورد زنان و مردان اعمال شود، غالباً اشاره می‌کنند استدلال‌های مطرح‌شده ازسوی طرفداران اصطلاح «طرفدار فمینیسم» بر پایهٔ مفهوم جبرگرایی بیولوژیکی و ذات‌گرایی و در واقع مغایر اصول فمینیستی است.
به طور خلاصه فمینیسم یعنی حقوق برابر زن‌ها با مردان یا حتی زن سالاری و برتر دانستن زن‌ها بر مردها 